# Tulipa boettgeri
Tulipa boettgeri är en liljeväxtart som beskrevs av Eduard August von Regel. Tulipa boettgeri ingår i släktet tulpaner, och familjen liljeväxter. Inga underarter finns listade.